# Quod Anniversarius
Quod Anniversarius è un'enciclica di papa Leone XIII, datata 1º aprile 1888, scritta per istituire una speciale domenica di espiazione: « Vogliamo che l'ultima domenica del mese di settembre prossimo venturo sia giorno di amplissima espiazione nel quale da Noi, e allo stesso modo da tutti i Nostri Fratelli Patriarchi, Arcivescovi, Vescovi ed altri Prelati aventi Diocesi, nelle Chiese Patriarcali, Metropolitane e Cattedrali di ciascuno, si celebri una Messa particolare per i trapassati, con la maggiore solennità possibile e con quel rito che nel messale è indicato “per la Commemorazione di tutti i fedeli defunti” ».